# クンヤン・チッシュ
クンヤン・チッシュ（ウルドゥー語: کنیانگ چش）は、パキスタンのギルギット・バルティスタンにある山である。カラコルム山脈に付属するヒスパー・ムスターグで2番目に高い山である。標高は7,823メートルで、世界で21番目、パキスタンで8番目に高い山である。

## 位置
クンヤン・チッシュは、カラコルム山脈において主要な氷河の1つであるヒスパー氷河の北にあるヒスパー・ムスターグの中心部にある。クンヤン氷河の南西側にあり、氷河の北側にはヒスパー・ムスターグの最高峰であるディスタギール・サールがある。東北東に4キロメートル離れた所にプマリ・チッシュの2つの頂がある。

## 主要な頂
クンヤン・チッシュは、世界で21番目に高い独立の山である。また、周辺の地形よりも高くなっていることも特筆すべきことである。例えば、クンヤン氷河の南にあるベースキャンプから約4,000メートル高く、約33キロメートル離れたフンザ渓谷からは5,500メートル高い。尖った複雑なピークである。
クンヤン・チッシュには以下の5つの頂がある。
- 主峰（7852メートル）
- 南峰（7620メートル） - 主峰から700メートル南南西。プロミネンスはわずか100メートルしかない。
- 東峰（英語版）（7400メートル） - 主峰から2キロメートル東南東。プロミネンスは240メートル。
- 西峰（7350メートル） - 主峰から1.5キロメートル西。プロミネンスは170メートル。「ピラミッド・ピーク」とも呼ばれる[3][4]。
- 北峰（ドイツ語版）（7108メートル） - 主峰から6キロメートル北北東と、この峰だけ他の峰からは離れている。プロミネンスは517メートルで、この峰は独立の山とみなされている[4]。

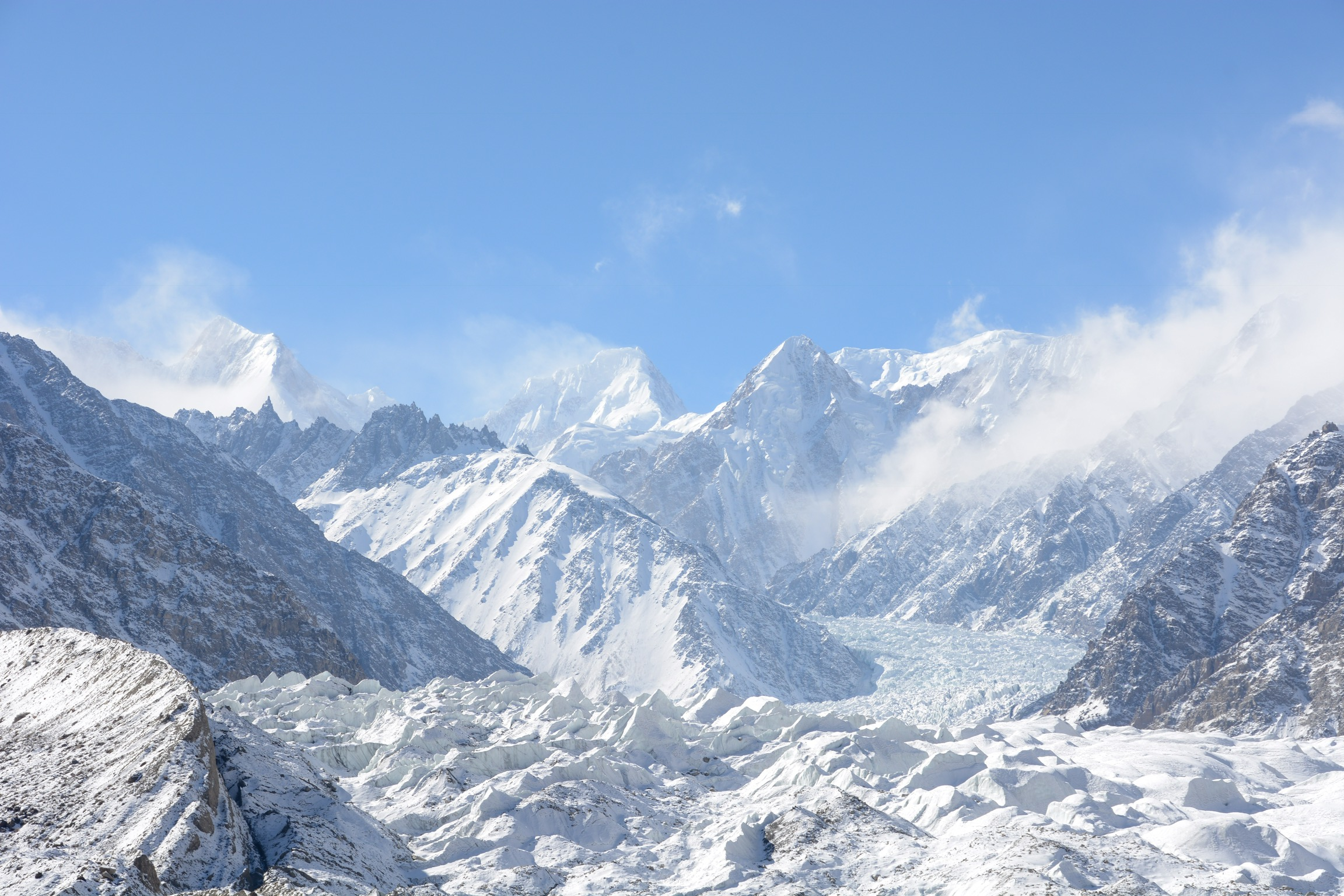
クンヤン・チッシュ（最後方の中央）とプマリ・チッシュ（最後方の左）。ヤズギル・サール西斜面から。

## 登頂史
クンヤン・チッシュでの最初の登山は1962年に行われたが、7月18日の雪崩で2人の隊員が死亡したために中止された。2人の遺体は回収されなかった。次の挑戦は1965年に、東京大学のメンバーを中心とした日本隊によって行われた。彼らはクンヤン・チッシュの南稜を選択したが、7,200メートル地点で狭い尾根が崩壊し、1人が死亡した。初登頂は、1971年にアンジェイ・ザヴァダ率いるポーランド隊によって達成された。彼らはプマリチッシュ氷河から南稜線までの長いルートを登った。しかし、隊員の一人がクレバスに滑落して死亡した。2番目、かつこれまでで最後の登頂は、1988年7月11日にイギリスの登山家、マーク・ロウとキース・ミルンによるもので、彼らは北西の支脈から北稜に登った。このルートは1980年に最初に試みられ、その後1981、1982、1987年にも試みられた。Himalayan Indexには、2000年と2003年に3回登頂に挑戦した記録がある。
北峰は、1979年7月11日に北海道大学の遠征隊が北側の尾根から初登頂した 。
東峰は、2003年から4回登頂に失敗した後、2013年7月19日にオーストリア/スイス隊（ハンスイェルク・アウアー、マティアス・アウアー、サイモン・アンタマッテン）によって初登頂された。このときは南壁から登頂された。
西峰は未登頂である。

## 名称
クンヤン・チッシュという名前は、「隠れた峰」の意味である。
オランダ人のEhepaar Jenny Visser-Hooftと P. Ch. Visserの夫妻は1924年にヒスパー地域を探検し、発見した氷河に、地元の住民が呼んでいた名前からクンヤン氷河(Kunyanggletscher)と名付けた。1938年、イギリス人のマイケル・ヴィヴィアンが、氷河の名前を山の名前につけた。しかし、1939年にエリック・シプトンが、氷河をKhiang Glacier、山をKhinyang Chhishとした地図を発表した。1960年のイタリアの地図では、Khnyang ChhishとKhnyang Glacierという名前が使用されている。スイスの地質学者・地形学者のマルセル・クルツは、Khyangという綴りを使用した。Anders Bolinderとギュンター・ディーレンフルトはKhiangyang Kishという綴りを使用した。これは、初登頂となったポーランド隊の遠征の準備段階でも使用された。ポーランド隊は1971年に、Kunyang Chhishという綴りがパキスタン政府による公式ものであり、地元の人々によって受け入れられている唯一の綴りであることを発見した。